# Калњиште
Калњиште (слч. Kalnište) насељено је мјесто са административним статусом сеоске општине (слч. obec) у округу Свидњик, у Прешовском крају, Словачка Република.

## Становништво
| Година:    | 1994. | 2004.   | 2014.   | 2024.   |
| ---------- | ----- | ------- | ------- | ------- |
| Број људи: | 521   | 558     | 549     | 503     |
| Разлика:   |       | +7,10 % | -1,61 % | -8,37 % |

| Година:    | 2023. | 2024.   |
| ---------- | ----- | ------- |
| Број људи: | 513   | 503     |
| Разлика:   |       | -1,94 % |

Према подацима о броју становника из 2024. године насеље је имало 503 становника.